# Whitchurch (Hampshire)
Pour les articles homonymes, voir Whitchurch.
Whitchurch est une ville et une paroisse civile du Hampshire, en Angleterre.